# پادشاه نولجی
پادشاه نولجی (۴۱۷ میلادی تا ۴۵۸ میلادی) (هانگول: 눌지마립간) (هانجا: 讷只麻立干) نوزدهمین پادشاه شیلا یکی از سه امپراتوری کره و پسر پادشاه نائمول بود. بر طبق کتاب باستانی سامگوک ساگی او اولین پادشاهی بود که از عنوان ماریپگان استفاده کرد.